# Medresa

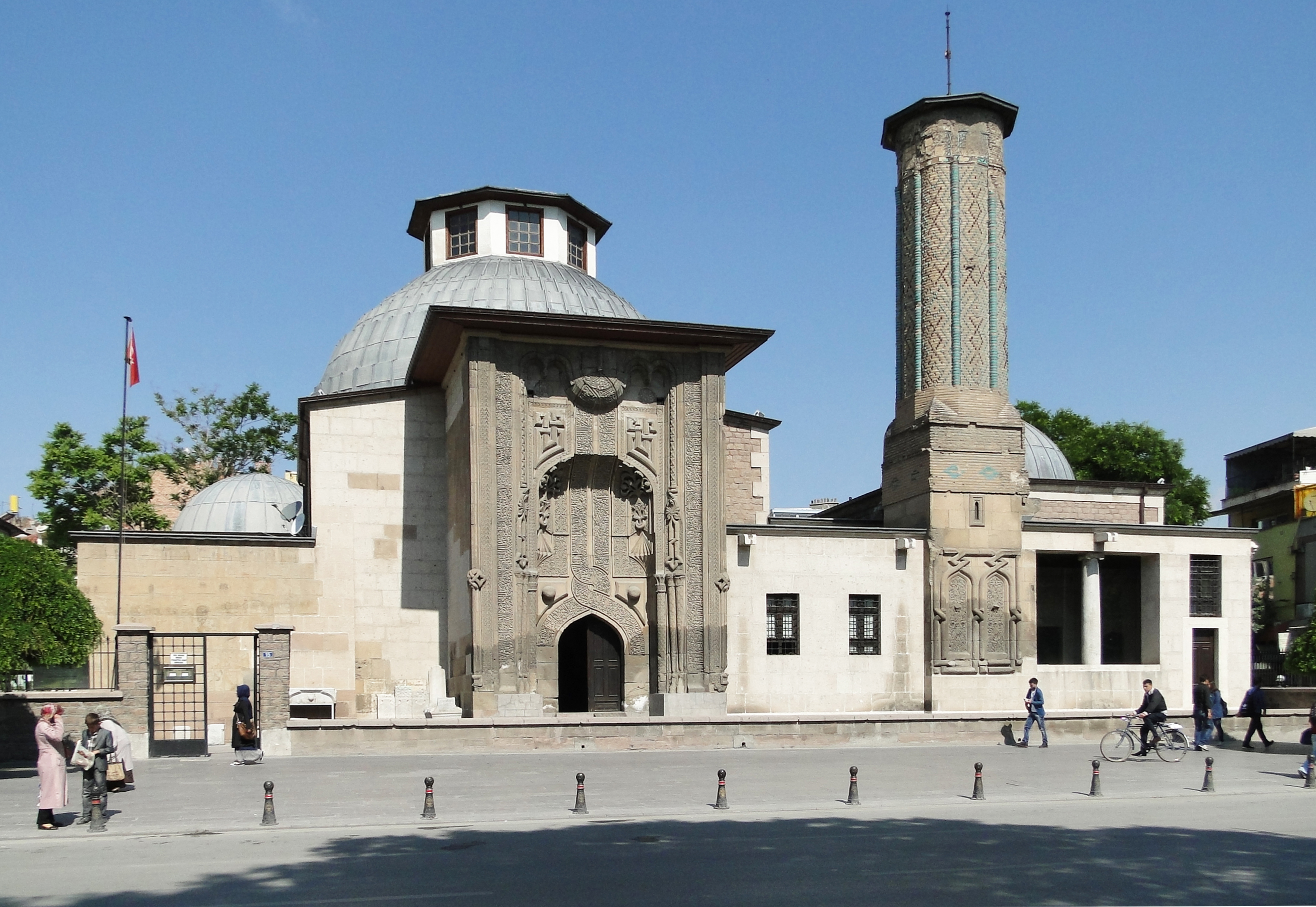
Medresa minaretu Ince w Konyi (XIII w.)

Medresa, madrasa (z arab. مدرسة, madrasa – szkoła) – teologiczna szkoła muzułmańska, początkowo mieszcząca się przy meczecie, później samodzielna, w której nauczano Koranu, prawa oraz języka arabskiego. Od około X wieku medresy uzyskały pewną samodzielność, zaczęto wykładać w nich także nauki ścisłe.
Zwykle na medresę składa się kompleks zabudowań skupionych wokół dziedzińca. Znajdują się tam sale wykładowe (audytoria w ejwanach), biblioteka, często także pokoje dla uczniów (softa) i nauczycieli.
W świecie islamu edukacja i religia są nierozłączne. Od momentu osiągnięcia wieku szkolnego dzieci muzułmanów spędzają zazwyczaj kilka lat na studiowaniu Koranu i uczeniu się jego fragmentów na pamięć w szkole działającej przy lokalnym meczecie. Następnie uczęszczają na zajęcia prowadzone przez uczonego, po czym najzdolniejsi z nich trafiają do medresy. Chociaż medresy nie są uświęconymi miejscami sprawowania kultu religijnego, ich funkcja w świecie islamu polega na nauczaniu religii i wykładaniu jej zasad. Medresy, które zaczęły powstawać w XI wieku, często z inicjatywy przedstawicieli mniejszościowych odłamów islamu, takich jak sufi, wydają swoim studentom dyplomy, które uprawniają ich do nauczania w medresach. Dziś w wielu częściach muzułmańskiego świata uczelnie te zostały usunięte w cień przez świeckie uniwersytety prowadzące nauczanie w zachodnim stylu. Jednak w krajach takich jak Pakistan czy Iran medresy nadal cieszą się powodzeniem.